# Pečky
Pečky è una città della Repubblica Ceca facente parte del distretto di Kolín, in Boemia Centrale.

## Monumenti e luoghi d'interesse
- Chiesa di San Venceslao